# Baptisterna (målning)
Baptisterna är en målning av Gustaf Cederström från 1886, och föreställer baptister som samlats för att förrätta dop. Gustaf Cederström målade tavlan sedan han bevittnat ett troendedop. Tavlan finns att beskåda i Bromma folkhögskolas lokaler.
År 1878 hade Cederström väckt stort uppseende på världsutställningen i Paris med tavlan Karl XIIs lik bäres av soldater över norska fjällen. Konstnärens dotter Carola Cederström berättade senare om sin far, att det var modet att följa sin övertygelse som imponerade på konstnären: "...för honom var modet, plikten det största i livet, antingen det tog sig uttryck i krigarens fullgörande av plikten mot fäderneslandet, i sjuksköterskans plikttrogna gärning eller i troheten mot en övertygelse, som krävde ett visst mod att följa".
Midsommarnatten 1886 vandrade Gustaf Cederström kring sjön Ekoln vid sitt barndomshem i Uppland. Mitt i sommarnattens skymning blev han vittne till ett baptistdop. Händelsen gjorde så starkt intryck på honom att han bestämde sig för att måla av den. Han började skissa på en tavla. För att det skulle bli så rätt som möjligt kontaktade han pastorn i Uppsala baptistförsamling. Tillsammans diskuterade de utkastet till tavlan och Cederström gjorde en del ändringar utifrån samtalet. Konstnären ville riktigt leva sig in i händelsen för att kunna förstå människorna, därför lät han genomföra ett fingerat dop med sig själv. Han reste till Uppsala baptistförsamling och upplevde ett torrdop med pastorn klädd i dopkläder, sedan var han redo att slutföra sitt verk.
Den övertygelse som drev de första baptisterna, och som imponerade på Cederström, kan sammanfattas med orden tro, frihet och gemenskap.

### Fotnoter
1. ↑  ”Väckelsen - en andlig rörelse i opposition”. Folk i rörelse. Arkiverad från originalet den 29 mars 2016. https://web.archive.org/web/20160329091640/http://folkirorelse.se/Vackelsen. Läst 8 januari 2016.